# Antiblemma aeson
Antiblemma aeson là một loài bướm đêm trong họ Erebidae.